# Bazylika kolegiacka Najświętszej Maryi Panny Królowej Polski w Gdyni
Bazylika Najświętszej Maryi Panny Królowej Polski, zwana także bazyliką Morską – jedna z dwóch najstarszych rzymskokatolickich świątyń w Gdyni. Neobarokowy kościół filialny, należący do parafii Najświętszej Marii Panny Królowej Polski (z siedzibą w sanktuarium Miłosierdzia Bożego), znajdujący się w centrum gdyńskiej dzielnicy Śródmieście w sąsiedztwie ulicy Świętojańskiej.

## Historia

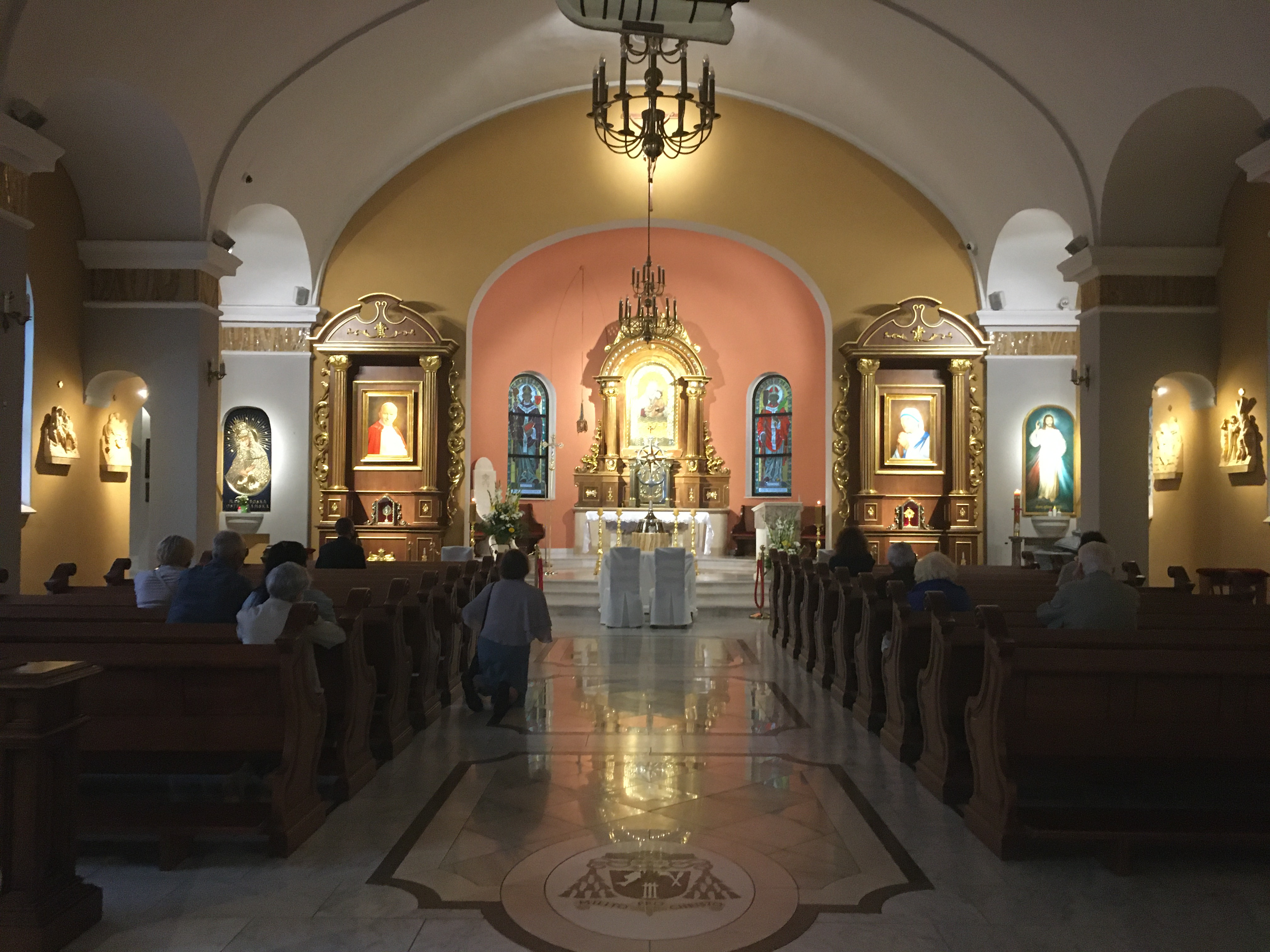
Wnętrze bazyliki morskiej

Inspiratorem powstania kaplicy był pierwszy wójt Gdyni – Jan Radtke, który jako wiceprezes przewodził Komitetowi Budowy Katolickiej Kaplicy w Gdyni. Grunt pod budowę został podarowany przez właścicielkę dużego gospodarstwa – Elżbietę Skwiercz. 29 września 1922 w uroczystość św. Michała Archanioła, pod przewodnictwem proboszcza oksywskiej parafii pw. św. Michała Archanioła będącego również prezesem komitetu – ks. Franciszka Łowickiego, odbyła się uroczystość poświęcenia kamienia węgielnego. Za prace budowlane była odpowiedzialna firma Mariana Baranowskiego i Romana Wojtkiewicza, którzy byli również architektami świątyni. Roboty murarskie trwały prawie dwa lata i zostały zakończone na wiosnę 1924.
Wiosną 1923 dokonano zmiany projektu budowlanego tak, aby umożliwić budowę kościoła zamiast kaplicy. W związku z tym komitet przekształcił się w Komitet Budowy Katolickiego Kościoła w Gdyni. 3 maja 1924 ks. Łowicki poświęcił kościół, stanowiący wotum dziękczynne za odzyskanie przez Polskę niepodległości. Dzięki wybudowaniu kościoła mieszkańcy Gdyni nie musieli już udawać się 3-kilometrową drogą do kościoła na Oksywiu.
Projekt architektoniczny nawiązuje do barokowych i renesansowych kościołów Polski centralnej. Fundamenty świątyni zostały zbudowane z kamieni balastowych przywiezionych przez jeden z pierwszych statków zagranicznych (SS Kentucky), które zawinęły do będącego w budowie portu. Kościół jest jednonawowy, przykryty sklepieniem kolebkowym, głównym akcentem elewacji frontowej jest wieża-dzwonnica. W ołtarzu głównym znajduje się obraz Matki Bożej Pocieszenia namalowany przez prof. Jana Rutkowskiego, będący darem wojewody pomorskiego Stanisława Wachowiaka.
25 stycznia 1984 kościół został wpisany do rejestru zabytków wraz z cmentarzem przykościelnym (zieleniec) i ogrodzeniem. W rejestrze zabytków województwa gdańskiego znajdował się pod nr 896, a obecnie w rej. woj. pomorskiego jest wpisany pod nr 1049.
Z tyłu kolegiaty znajduje się nowy kościół wybudowany w 1986 roku pod tym samym wezwaniem. Od tego momentu kościół przestał pełnić funkcję parafialnego, stając się kościołem filialnym tejże parafii. Oba kościoły przylegają do placu Jana Pawła II.
26 czerwca 2001 arcybiskup metropolita gdański – Tadeusz Gocłowski, erygował przy kościele Gdyńską Kapitułę Kolegiacką i tym samym kościół stał się Kolegiatą.
10 kwietnia 2011 roku przy kolegiacie odsłonięto tablicę pamiątkową poświęconą ofiarom katastrofy polskiego Tu-154 w Smoleńsku.
21 listopada 2018 roku papież Franciszek podniósł kolegiatę do godności bazyliki mniejszej, nadając tytuł bazyliki morskiej. Uroczystość nadania i publicznego ogłoszenia tej decyzji odbyła się 4 maja 2019. Uroczystościom przewodniczył nuncjusz apostolski w Polsce – abp Salvatore Pennacchio.
Kościół obecnie ma rangę bazyliki morskiej i jest siedzibą kapituły kolegiackiej oraz miejscem wieczystej adoracji Najświętszego Sakramentu.